# Amethystea
Amethystea és un gènere amb només tres espècies. Són angiospermes que pertanyen a la família de les lamiàcies. Són plantes natives de la Xina, Japó, Corea, Àsia central (Tibet, Xinjiang, el Kazakhstan, Tadjikistan, Kirguizstan), i zones de Rússia (Altai, Chita, Irkutsk, Buryatiya i Primórie).

## Taxonomia
| - Amethystea caerulea - Amethystea corymbosa - Amethystea trifida |